# Trathala concolor
Trathala concolor là một loài tò vò trong họ Ichneumonidae.